# 1916

## Esdeveniments
Països Catalans
- 2 de febrer, Barcelona: obre la Lliberia Quera al carrer de Petritxol; la més antiga de la ciutat, es manté en la situació originària.[1]
- 5 de març, Palma, Mallorca: s'hi funda l'Alfonso XIII, que més endavant esdevindrà el RCD Mallorca.[2]
- 10 de juny: creació de l'Aeroclub de Catalunya.[3]
- Juny, Sabadell, província de Barcelona: s'hi funda el Club Natació Sabadell.[4]
- 22 d'octubre, Banyoles: s'inaugura el Museu Darder.
- Catalunya: se celebra la Volta a Catalunya, el precedent de l'actual Ral·li de Catalunya.

Resta del món
- 1 de gener, Querétaro, Mèxic: Venustiano Carranza hi arriba amb la seva gent i proclama la ciutat capital de la república (Revolució Mexicana)
- 1 de gener: primera transfusió de sang reeixida
- 21 de febrer, 19 de desembre, Verdun, França: Batalla de Verdun, combat de la Primera Guerra Mundial lliurat entre les forces alemanyes i franceses, que acaba al 19 de desembre del mateix any amb victòria francesa.[5]
- 24 d'abril, Dublín, Irlanda: Comença l'Alçament de Pasqua, revolta dels irlandesos republicans contra el domini britànic.[6]
- 1 de juliol:
  - Estats Units: entra en vigor la Llei Seca que prohibeix vendre begudes alcoòliques.

- - França: inici de la batalla del Somme, que provocà un milió de baixes (Primera Guerra Mundial)
- 27 d'agost, Bucarest, Regne de Romania: se signa el Tractat de Bucarest entre Romania i la Triple Entente.
- Publicació de la La metamorfosi de Franz Kafka
- Suècia: l'acadèmia sueca només atorgà el premi Nobel de Literatura a l'escriptor suec Verner von Heidenstam.

## Naixements
Països Catalans
- 23 de gener - Barcelona: Maria Lluïsa Algarra, advocada –primera jutgessa espanyola– i autora teatral, exiliada a Mèxic (m.1957).[7]
- 5 de febrer - Llucmajor (Mallorca): Miquel Llompart Roig, ciclista de pista mallorquí.
- 9 de març - Barcelona: Carles Fontserè, dibuixant i cartellista català (m. 2007).
- 3 d'abril - Barcelona: Joaquima Andreu Espinosa, atleta catalana.[8]
- 4 d'abril - Barcelona: Pere Farreras i Valentí, metge català (m. 1968).[9]
- 9 d'abril:
  - Barcelona: Juan-Eduardo Cirlot Laporta, poeta, crític d'art, hermeneuta, mitòleg i músic català (m. 1973).[10]
  - Badalona: Joan Forns i Jordana, més conegut amb el nom artístic de Li-Chang, il·lusionista català (m. 1998).[11]
- 4 de maig - Barcelona: Ricard Palmerola, radiofonista i actor de doblatge català. (m. 2010).
- 10 de maig - 
  - Barcelona: Sofia Puche de Mendlewicz, pianista i pedagoga musical catalana (m. 2015).[12]
  - Sabadell: Joan Alsina i Giralt, historiador sabadellenc (m. 2005).
- 13 de maig - Madrid: Albert Martorell, porter de futbol català (m. 2011).[13]
- 18 de maig - Saragossa: Manuel Viola, poeta i pintor català (m. 1987).
- 22 de juny - Barcelona: Joan Baptista Cendrós i Carbonell, empresari, mecenes i promotor cultural català (m. 1986).
- 3 d'agost - Barcelona: Adela Carreras Taurà –Adelita del Campo–, locutora radiofònica a Radio Paris Internacional i activista antifranquista catalana.[14]
- 28 d'agost - Barcelona: Carlos Conti Alcántara, dibuixant català (m. 1975).
- 9 de setembre - Barcelona: Montserrat Martí i Bas, bibliotecària i escriptora catalana (m. 2005).[15]
- 22 de setembre - Sant Andreu de Palomar, Barcelona: Elisa García Sáez, sindicalista, infermera i miliciana durant la Guerra Civil.[16]
- 15 d'octubre, Vilanova i la Geltrú: Lluís Albalate i Guillamon, escriptor
- 26 d'octubre - València: Josep Manuel Casas i Torres, geògraf valencià (m. 2010).
- 29 d'octubre, Barcelona: Núria Folch i Pi, editora catalana (m. 2010).[17]
- 1 de desembre - Roda de Ter, Osona: Francesc Ribas i Sanglas, futbolista català (m. 2009).

Resta del món
- 2 de gener - Quesada, Jaén: Josefina Manresa, modista i curadora de l'obra del seu marit, Miguel Hernández (m. 1987).[18]
- 10 de gener - Estocolm (Suècia): Sune Bergström, químic i bioquímic suec, Premi Nobel de Medicina o Fisiologia de l'any 1982 (m. 2004).
- 11 de gener - Budapest: Eszter Voit, gimnasta artística hongaresa, medallista olímpica, que competí durant la dècada de 1930 (m. 1990).[19]
- 15 de gener - El Caire (Egipte): Denise Soriano-Boucherit, violinista francesa (m. 2006).[20]
- 14 de febrer - Madrid: Maruchi Fresno, actriu espanyola.[21]

- 28 de febrer - Londres, Anglaterra: Henry James, teòleg anglès (m. 1916).
- 1 de març: Abu Sadat Mohammad Sayem, sisè president de Bangladesh (1975 -1977).
- 4 de març - Bolonya (Itàlia): Giorgio Bassani, escriptor italià (m. 2000)[22]
- 11 de març - Huddersfield, Yorkshire (Regne Unit): Harold Wilson, polític anglès, Primer Ministre del Regne Unit (1964 - 1970 i 1974 - 1976) (m. 1995).
- 15 de març - Bilbao, Euskadi: Blas de Otero, poeta basc en llengua castellana (m. 1979).[23]
- 26 de març - Monessen, Pennsilvània (EUA): Christian Boehmer Anfinsen, químic i bioquímic nord-americà, Premi Nobel de Química de l'any 1972 (m. 1995).[24]
- 31 de març - Sant Petersburg, Rússia: Zoé Oldenbourg, historiadora i novel·lista (m. 2002).
- 5 d'abril - La Jolla, Califòrnia (EUA): Gregory Peck, actor estatunidenc (m. 2003).[25]
- 11 d'abril - Ginebra (Suïssa): Alberto Ginastera, compositor de música clàssica argentí (m. 1983).[26]
- 15 d'abril - Filadèlfia, Pennsilvània: Helene Hanff, escriptora estatunidenca (m. 1997).[27]
- 17 d'abril - Gampaha, Kandy (Ceilan): Sirimavo Bandaranaike, primera dona en la història moderna que arribà a cap d'estat (Sri Lanka) (m. 2000)[5]
- 22 d'abril - Nova York, EUA: Yehudi Menuhin, violinista i director d'orquestra jueu d'origen estatunidenc i nacionalitzat britànic.[28]
- 30 d'abril - Petokey (Michigan, EUA): Claude Elwood Shannon, enginyer electrònic i matemàtic estatunidenc i criptògraf, pare de la teoria de la informació i de les comunicacions digitals (m. 2001).[29]
- 10 de maig - Filadèlfia, Pennsilvània (EUA): Milton Babbitt, compositor estatunidenc. Fou el màxim abanderat del serialisme integral (m. 2011).[30]
- 11 de maig - Iria Flavia, Galícia: Camilo José Cela, escriptor guardonat amb el Premi Nobel de Literatura (m. 2002).[31]
- 12 de maig - Rocha, Uruguai: Nydia Pereyra-Lizaso, compositora, pianista, i educadora musical uruguaiana (m.1998).[32]
- 28 de maig - París (França): Albert Lavignac, musicògraf i pedagog francès, conegut pels seus escrits teòrics (n. 1846).[33]
- 4 de juny - Charleston, Carolina del Sud, EUA): Robert Francis Furchgott, farmacòleg i bioquímic estatunidenc, Premi Nobel de Medicina o Fisiologia de l'any 1998 (m. 2009).[34]
- 8 de juny - Northampton (Anglaterra): Francis Crick, biòleg anglès, Premi Nobel de Medicina o Fisiologia de l'any 1962 (m. 2004).[35]
- 9 de juny - San Francisco, Califòrnia, Estats Units: Robert McNamara, Secretari de Defensa dels Estats Units durant el període 1961-68. (m. 2009).[36]
- 14 de juny - Omaha, Nebraska: Dorothy McGuire, actriu estatunidenca del Hollywood dels anys 40 i 50 (m. 2001).[37]
- 15 de juny:
  - Milwaukee, Wisconsin (EUA): Herbert Simon, economista nord-americà, Premi Nobel d'Economia de l'any 1978 (m. 2001).[38]
  - Montbéliard, França, Francis Lopez, pseudònim de Francisco López, compositord'operetes francès (m. 1995).[26]
- 29 de juny - Nybro, Suècia: Runer Jonsson, escriptor suec autor dels llibres de Vickie, el víking (m. 2006).
- 1 de juliol - Tòquio (Japó): Olivia de Havilland, actriu estatunidenca (m. 2020).[39]
- 9 de juliol - Broadstairs, Kent (Anglaterra): Edward Heath, polític anglès, Primer Ministre del Regne Unit (1979-1974) (m. 2005).
- 11 de juliol - Atherton,(Austràlia): Aleksandr Mikhàilovitx Prókhorov, físic soviètic, Premi Nobel de Física de l'any 1964 (m. 2002).[40]
- 14 de juliol - Palerm (Itàlia): Natalia Ginzburg, escriptora italiana (m. 1991).[41]
- 21 d'agost - Vejen, Dinamarca: Ingrid Vang Nyman, il·lustradora danesa, autora dels dibuixos originals de Pippi Långstrump (m. 1959).[42]
- 25 d'agost - Auburn (Alabama), Estats Units: Frederick Chapman Robbins, bacteriòleg nord-americà, Premi Nobel de Medicina o Fisiologia de 1954 (m. 2003).[43]
- 2 de setembre:
  - Pequín (Xina): Liu Baiyu (xinès: 刘白羽), escriptor xinès. Premi Mao Dun de Literatura de l'any 1991 (m. 2005).[44]
  - Nanquing (Xina): Wang Ping (Directora de Cinema) actriu i directora de cinema xinesa (m. 1990).[45]
- 13 de setembre - Llandaf, Gal·les: Roald Dahl, escriptor gal·lès (m. 1990).[46]
- 15 de setembre - Karachi, Índia britànica: Margaret Lockwood, actriu de teatre, cinema i televisió britànica (m. 1990).[47]
- 23 de setembre - Maglie, Itàlia: Aldo Moro, primer ministre d'Itàlia (m. 1978).
- 3 d'octubre - Ferrol: Ángeles Alvariño, oceanògrafa i zoòloga gallega, precusora en la recerca oceanogràfica mundial (m. 2005).[48]
- 4 d'octubre - Moscou (URSS): Vitali Gínzburg, físic rus, Premi Nobel de Física de l'any 2003 (m. 2009).
- 12 d'octubre: Charleston, Carolina del Sud: Alice Childress, novel·lista, dramaturga i actriu negra estatunidenca (m. 1994).[49]
- 18 d'octubre, Estocolm: Rut Bryk, artista finesa, pionera de l'art ceràmic modern (m.1999).[50]
- 19 d'octubre - Tolosa de Llenguadoc, França: Jean Dausset, metge occità, Premi Nobel de Medicina o Fisiologia de l'any 1980 (m. 2009).[51]
- 26 d'octubre - Jarnac, Charente, Poitou-Charentes, França: François Mitterrand, polític francès, president de país (m. 1996).
- 4 de novembre - Denver, Colorado: Ruth Handler, empresària estatunidenca, creadora de la nina Barbie (m. 2002).[52]
- 5 de desembre, Bakú, Imperi Rus: Veroníka Dudàrova, la primera directora d'orquestra soviètica i russa (m. 2009).[53]
- 9 de desembre - Amsterdam (Nova York, EUA): Kirk Douglas, actor i productor nord-americà (m. 2016).[54]
- 11 de desembre - 
  - Matanzas (Cuba): Dámaso Pérez Prado, el Rei del Mambo, músic, compositor i arranjador cubà.
  - Puebla, Mèxic: Elena Garro, periodista i escriptora mexicana, iniciadora del realisme màgic.[55]
- 14 de desembre - San Francisco: Shirley Jackson, escriptora estatunidenca especialitzada en el gènere de terror (m. 1965).[56]
- 15 de desembre - Pongaroa, Nova Zelanda: Maurice Wilkins, biofísic anglès guardonat amb el Premi Nobel de Medicina o Fisiologia l'any 1962 pel seu descobriment de l'estructura de l'ADN.
- 19 de desembre - Berlín: Elisabeth Noelle-Neumann, politòloga alemanya, pionera en la investigació de l'opinió pública (m. 2010).[57]

## Necrològiques
Països Catalans
- 2 de gener, Sabadell, Vallès Occidental: Fèlix Sardà i Salvany, eclesiàstic apologista i escriptor català.
- 16 de gener, València (l'Horta: Juana Maria Condesa, beata valenciana (n. 1862).
- 7 de febrer, Vic: Josep Torras i Bages, eclesiàstic i escriptor català.
- 5 de març, Barcelona: Mercè Anzizu Vila -Eulàlia Anzizu-, monja, escriptora, historiadora, que professà en el monestir de Pedralbes.[58]
- 24 de març, Canal de la Mànega: Enric Granados, a bord del vaixell Sussex, torpedejat pels alemanys durant la Primera Guerra Mundial.[59]
- 18 d'octubre, Godella, Horta Nord: Ignasi Pinazo i Camarlench, pintor valencià impressionista (n. 1849).
- 11 de novembre, Barcelona: Palmira Ventós, amb el pseudònim de Felip Palma, escriptora catalana (n. 1858).[60]
- 22 de desembre, Barcelona: Manuel Giró i Ribé, compositor i organista català (n. 1848).

Resta del món
- 6 de febrer, León, Nicaragua: Rubén Darío, poeta modernista, periodista i diplomàtic nicaragüenc.
- 12 de febrer - Brunsvic: Richard Dedekind, matemàtic (n. 1831).
- 20 de febrer, Estocolm (Suècia): Klas Pontus Arnoldson,periodista i escriptor suec, Premi Nobel de la Pau de 1908 (n. 1844).
- 29 de febrer, Vaasa, Finlàndia: Alexandra Frosterus-Såltin, pintora i il·lustradora sueca-finlandesa (n. 1837).[61]
- 2 de març, Bucarest: Elisabet de Wied, reina de Romania i escriptora, de nom de ploma Carmen Sylva (n.1843).[62]
- 11 de març, Newton Abbot (Devon, Regne Unit)ː Florence Baker, exploradora britànica (n. 1841).[63]
- 12 de març, Viena: Marie von Ebner-Eschenbach, escriptora austríaca del Realisme (n. 1830).[64]
- 24 de març, Kirkkonummi: Herman Gesellius, arquitecte finlandès.
- 13 d'abril, Milà, (Itàlia): Carlo Carrà, pintor italià, màxim exponent del futurisme pictòric (n. 1881)[65]
- 26 d'abril, Lisboa, Portugal: Mário de Sá-Carneiro, escriptor i poeta portuguès, un dels majors exponents del Modernisme en Portugal (n. 1890)[66]
- 11 de maig, Leipzig, Saxònia, Alemanya; Max Reger, compositoir alemany (n. 1873).[67]
- 13 de maig, New Hartford (Connecticut): Clara Louise Kellogg, soprano estatunidenca (n. 1842).[68]
- 4 de juny, Carate Urio, província de Como: Sofia Fuoco, ballarina italiana (n. 1830).[69]
- 5 de juny, 
  - Orkney Islands (Escòcia): Horatio Herbert Kitchener Mariscal de Camp, 1r Comte Kitchener, militar britànic d'origen irlandès i procònsol que adquirí fama per les seves campanyes imperials (n. 1850).[70]
  - Chicago, Illinoisː Mildred J. Hill, compositora estatunidenca autora de la melodia de «Good Morning to All», més tard utilitzada per a «Happy Birthday to You» (n. 1859).[71]
- 6 de juny, Henan (Xina): Yuan Shikai (xinès tradicional: 袁世凱, xinès simplificat: 袁世凯) militar i polític xinès durant el final de la dinastia Qing i la primera època de la República de la Xina (n. 1859).[72]
- 6 de juliol, Bordeus, França: Odilon Redon, pintor francès (n. 1840).[73]
- 8 de juliol, Kassel: Hermann Gehrmann, músic i estudiós musical.
- 16 de juliol, París, França: Ilià Métxnikov, microbiòleg rus, Premi Nobel de Medicina o Fisiologia de 1908) (n. 1845).
- 23 de juliol, High Wycombe, Buckinghamshire (Anglaterra): William Ramsay, químic escocès, Premi Nobel de Química de 1904 (n. 1852).[74]
- 16 d'agost, Sorte, Verona (Itàlia): Umberto Boccioni, pintor i escultor italià, teòric i principal exponent del moviment futurista (n. 1882).[75]
- 14 de setembre, Madrid: José Echegaray: matemàtic, enginyer, polític, escriptor, Premi Nobel de Literatura de 1904 (n. 1832).[76]
- 31 d'octubre, Viena: Tina Blau, pintora de paisatge austríaca impressionista, primera dona a treballar a l'aire lliure (n. 1845).[77]
- 22 de novembre, Dresden: Marie Wieck, cantant, compositora i pianista alemanya (n. 1832).[78]
- 15 de desembre, Vevey, Suïssa: Henryk Sienkiewicz, escriptor polonès, Premi Nobel de Literatura de 1905 (n. 1846).
- 31 de desembre, Seattle: Alice Ball, química nord-americana que va desenvolupar un tractament efectiu contra la lepra (n. 1892).[79]